# Erika Suchovská
Erika Suchovská (República Checa, 27 de julio de 1967) es una atleta checa retirada especializada en la prueba de 200 m, en la que consiguió ser subcampeona europea en pista cubierta en 1996.

## Carrera deportiva
En el Campeonato Europeo de Atletismo en Pista Cubierta de 1996 ganó la medalla de plata en los 200 metros, con un tiempo de 23.16 segundos, tras la española Sandra Myers y por delante de la búlgara Zlatka Georgieva (bronce con 23.40 segundos).